# R-29 Vysota
Con la sigla R-29 (in cirillico: P-29, nome in codice NATO: SS-N-8 Sawfly) si identifica una famiglia di missili balistici intercontinentali imbarcati di fabbricazione sovietica, sviluppata negli anni sessanta ed entrata in servizio nella marina sovietica nel 1974 il cui capostipite è l'R-29 Vysota.
Progettati per essere imbarcati appositamente sui sottomarini classe Delta I, e noti anche con le sigle 4K75 o RSM-40, sono stati il primo sistema d'arma di questo tipo sviluppato nell'URSS.
Ritirati nel corso degli anni novanta, in concomitanza della dismissione dei battelli sui quali erano imbarcati, gli R-29 sono stati costantemente aggiornati nel corso della propria vita operativa al punto da far derivare da tali aggiornamenti (R-29D) anche delle versioni profondamente riviste, quali: R-29RM, R-29RMU2 ed R-29RMU2.1, quest'ultimi al 2021 ancora in servizio sulle unità classe Delta di più recente costruzione.

## Storia

### Sviluppo
La progettazione preliminare di un nuovo missile balistico per impiego imbarcato fu avviata dall'SKB-385 nel 1963, e lo sviluppo di un apposito sistema di lancio (il D-9) venne autorizzata il 28 settembre 1964.
Inizialmente, vennero svolti una serie di test presso la Flotta del Mar Nero. In particolare, questi prevedevano dei lanci di modelli in scala reale con solo il primo stadio funzionante ed un sistema di guida estremamente semplificato. Le prove vere e proprie, comunque, furono avviate nel marzo 1969, presso il poligono missilistico centrale della marina di Nënoksa. Secondo fonti occidentali, il primo lancio venne effettuato il 21 giugno da una piattaforma terrestre, per un totale di 20 lanci fino al dicembre 1971.
Successivamente, furono condotti una seconda serie di prove, stavolta nel Mar Bianco da una piattaforma navale. In dettaglio, la nave-test utilizzata era il sottomarino K-145, un esemplare della classe Hotel opportunamente modificato come Progetto 701 (classe Hotel III secondo la classificazione NATO). Successivamente, comunque, furono usati dei battelli della classe Delta I. Il primo lancio navale risale al 12 dicembre 1971. Complessivamente, vennero svolti altri 18-19 lanci di prova coronati da successo fino al novembre 1972.
Il 12 marzo 1974 il missile R-29, con il relativo sistema di lancio D-9, venne dichiarato operativo.

### Impiego operativo
In Occidente, l'R-29 ricevette la codifica NATO di Sawfly. Complessivamente, questo missile fu schierato su 18 esemplari della classe Delta I, nella quantità di 12 missili per ogni battello. Successivamente, ne fu sviluppata una versione migliorata, nota come R-29D (sistema di lancio D-9D), che fu posta in servizio nel 1978. La differenza essenziale era nella gittata, portata da quasi 8.000 ad oltre 9.000 km.
Inizialmente, il nuovo missile fu implementato sui Delta II (16 esemplari per ogni battello), ma successivamente la modifica fu estesa anche ai Delta I.
La gittata di questi missili permetteva ai sottomarini vettore di operare a grandi distanze in relativa sicurezza: infatti, i lanci potevano essere effettuati nelle acque territoriali sovietiche (Mare di Barents in particolare) o direttamente dalle basi, dietro la protezione della marina militare.
Questi missili furono radiati intorno alla metà degli anni novanta, quando furono ritirati dal servizio i sottomarini delle classi Delta I e II sui quali erano imbarcati.

## Descrizione tecnica
Il Sawfly era un SLBM a due stadi con propellente liquido, che poteva essere lanciato in immersione. La lunghezza era di 13 m, il diametro di 1,8 ed il peso al lancio di 33.300 kg. La struttura era in una lega di alluminio e magnesio, con i serbatoi del combustibile integrati nel missile. Il sistema di guida era di tipo astro inerziale: si trattò, in pratica, del primo SLBM sovietico ad utilizzare un computer ed un sistema di controllo stellare azimutale per migliorare l'accuratezza e permettere correzioni di rotta durante il volo.
Inoltre, il missile era equipaggiato con un sistema di contromisure per eludere le difese antimissile: queste erano poste in un apposito cilindro nel serbatoio del carburante nel secondo stadio, e rilasciate al momento della separazione della testata.
Il carico bellico consisteva in una singola testata nucleare di 1.100 kg, con una potenza variabile tra i 600 ed i 1.500 chilotoni.
La gittata utile e la precisione erano variabili a seconda della versione.
- R-29: gittata massima di 7.800 km, con un margine di errore compreso tra i 900 (fonti occidentali) ed i 1.500 (fonti russe) metri;
- R-29D: gittata massima di 9.100 km, con un margine di errore di 900 m.

In generale, comunque, un Delta era in grado di lanciare un missile con intervalli di 7 secondi in immersione. Inoltre, il tempo di reazione in condizioni normali era di 15 minuti, mentre in stato di massima allerta era pari a circa un minuto (stato in cui un R-29 vi poteva essere tenuto per circa un'ora).